# Piero Gardoni
Piero Gardoni (Bergamo, 12 febbraio 1934 – Sarnico, 15 dicembre 1994) è stato un calciatore italiano, di ruolo difensore.

## Biografia
Dopo la carriera nel calcio, ha intrapreso la carriera di assicuratore per la Sai.
Nel 1994, poco dopo avere compiuto sessant'anni, gli venne diagnosticata una malattia che lo portò a togliersi la vita nel successivo mese di dicembre; il suo corpo fu ritrovato nelle acque dell'invaso del fiume Oglio, nei pressi di Sarnico.

## Carriera
Cresciuto nell'Atalanta, viene mandato nelle categorie minori per fare esperienza. Da un rinvio sbagliato arrivò il suo unico gol in Serie A, che sorprese il portiere avversario fuori dai pali, nell'incontro casalingo col Lanerossi Vicenza della stagione 1963-1964.

Gardoni alza la Coppa Italia 1962-1963 da capitano dell'Atalanta

Vestì la maglia orobica 213 volte, delle quali 209 in campionato. Il 2 giugno 1963 partecipò alla storica vittoria bergamasca nella Coppa Italia, alzando per primo il trofeo in veste di capitano nerazzurro.

## Palmarès

### Giocatore

#### Competizioni nazionali
- Coppa Italia: 1

Atalanta: 1962-1963
- Campionato italiano di Serie B: 1

Atalanta: 1958-1959
- IV Serie: 1

Marzoli Palazzolo: 1954-1955 (girone C)
- Campionato italiano Serie C: 1

Reggiana: 1957-1958